# Modulació de freqüència modificada
Modulació de freqüència modificada o freqüència modulada modificada (MFM, del ingleś Modified Frequency Modulation) és un codi de línia d'execució de longitud limitada (en anglès RLL, Run-Length Limited) utilitzat per a codificar dades en la majoria de disquets. Es va introduir per primera vegada en els discos durs en 1970 amb l'IBM 3330, i després en unitats de disquet començant amb l'IBM 53FD en 1976.

És un mètode de codificació de dades digitals en suports magnètics. MFM es va utilitzar amb el maquinari primerenc, inclòs el programa de control per a microordinadors (CP/M), ordinadors compatibles amb IBM i ordinadors Amiga.
MFM es va utilitzar en discs de 3,5 i 5,25 polzades, o disquets, amb velocitats de transferència de dades (DTR) de 250 a 500 kbps, així com discos durs MFM ST-506 de fins a cinc Mbps. MFM ara està obsolet, amb l'excepció dels disquets d'1,44 MB.
Com que MFM tenia dues vegades la capacitat de la codificació anterior de modulació de freqüència (FM), també es coneixia com a "doble densitat".
MFM és una modificació del codi de freqüència modulada (FM) original. A causa de l'espai mínim entre les transicions de flux, que és una propietat del disseny del disc, capçal i canal, la MFM garanteix com a màxim una transició de flux per bit de dades, podent d'aquesta manera escriure amb una densitat més alta que FM, que pot requerir dues transicions per bit.
MFM s'utilitza amb una velocitat de dades de 250-500 kbit/s (500-1000 kbit/s codificats) en els disquets comuns estàndard i d'alta densitat de 5 1/4 i 3 1/2 polzades. MFM també es va utilitzar en els primers dissenys de disc dur, abans de l'arribada de codis RLL més eficients. Fora de les aplicacions de nínxol, la codificació MFM és obsoleta en l'enregistrament magnètic.

## Modulació de freqüència
El mètode de codificació digital de modulació de freqüència (FM), tal com s'utilitza en el context de l'emmagatzematge magnètic, té una varietat d'altres noms, inclosa la codificació de retard i codificació diferencial de Manchester.
La modulació de freqüència és la codificació de dades binàries per a formar un senyal de dos nivells on (a) un «0» no causa cap canvi de nivell de senyal tret que se segueixi per un altre «0», i en aquest cas es produeix una transició a l'altre nivell al final del primer cicle de bit; i (b) un «1» provoca una transició d'un nivell a un altre en la meitat del cicle de bit.
La codificació FM s'utilitza principalment per a codificar senyals perquè l'espectre de freqüència del senyal codificat conté menys energia de baixa freqüència que un senyal convencional sense retorn a zero (NRZ) i menys energia d'alta freqüència que un senyal bifàsic.
La codificació FM és una codificació que utilitza només la meitat de l'amplada de banda per a codificació bifàsica però presenta tots els seus avantatges:
Per a ser reescrit: es garanteix que hi haurà transicions cada dos bits, la qual cosa significa que els sistemes de descodificació poden ajustar el seu rellotge/llindar de CC de manera contínua.
Un inconvenient és que manca d'una llegibilitat humana fàcil (per exemple, en un oscil·loscopi).
La codificació FM també es coneix com a codificació Miller en honor a Armin Miller, el seu inventor.

Codificació retardada
La codificació de retard és la codificació de dades binàries per formar un senyal de dos nivells on (a) un "0" no provoca cap canvi de nivell de senyal tret que vagi seguit d'un altre "0", en el qual cas es produeix una transició a l'altre nivell a el final del primer període de bits; i (b) un "1" provoca una transició d'un nivell a l'altre a la meitat del període de bits.
La codificació de retard s'utilitza principalment per codificar senyals de ràdio perquè l'espectre de freqüència del senyal codificat conté menys energia de baixa freqüència que un senyal convencional sense retorn a zero (NRZ) i menys energia d'alta freqüència que un senyal bifàsic.
La codificació retardada és una codificació que utilitza només la meitat de l'ample de banda per a la codificació bifàsica, però presenta tots els avantatges de la codificació bifàsica: Per reescriure: Es garanteix que hi ha transicions cada dos bits, el que significa que els sistemes de descodificació poden ajustar el seu llindar de rellotge/CC de forma contínua. Un inconvenient és que no té una fàcil llegibilitat humana (per exemple, en un oscil·loscopi).
La codificació retardada també es coneix com a codificació Miller (anomenada després d'Armin Miller, el seu inventor).
Algunes targetes RFID, en particular les targetes EPC UHF Gen 2 RF, utilitzen una variant anomenada "codificació de subportador Miller". En aquest sistema, es transmeten 2, 4 o 8 cicles d'ona quadrada subportadora per a cada bit de temps. Les transicions de codificació de Miller s'indiquen mitjançant canvis de fase de 180° a la subportadora, és a dir, la subportadora s'atura durant 1/2 de cicle a cada transició. (La subportadora binària resultant és ASK o PSK modulada en una altra portadora.)

## Codificació MFM

Un byte codificat amb FM (a dalt) i MFM (a baix). La línia blava discontínua indica el pols de rellotge (s'ignora el canvi de nivell del senyal) i la línia vermella discontínua, el pols de dades (el canvi de nivell del senyal codifica 1 i l'absència d'aquest, 0).

Com és estàndard quan es parla d'esquemes de codificació de disc dur, les codificacions FM i MFM produeixen un flux de bits que es codifica en NRZI quan s'escriu en el disc. Un bit d'1 representa una transició magnètica i un bit de 0 sense transició. La codificació de dades ha d'equilibrar dos factors:
- Hi ha límits en el número mínim i màxim de bits 0 que el maquinari pot detectar entre bits 1 consecutius, i la codificació no ha d'excedir aquest límit.
- Hi ha límits en el nombre màxim de bits 1 que el maquinari pot detectar en un període determinat. Si un disc està codificat amb un número major (mitjà) de transicions magnètiques per bit, els bits hauran de ser «més amples» i hi haurà menys sectors en cada pista.

També es pot pensar que les codificacions FM i MFM tenen bits de dades separades per bits de rellotge, però amb diferents regles per a codificar els bits. Així i tot, tots dos formats codifiquen cada bit de dades com dos bits en el disc (a causa dels delimitadors que calen al principi i al final d'una seqüència, la densitat real és lleugerament menor).
La regla de codificació bàsica per a FM és que tots els bits de rellotge són 1: els zeros es codifiquen com 10 i els uns com 11. El nombre de transicions magnètiques per bit és en mitjana 1,5(50% × 1 + 50% × 2).
La regla de codificació bàsica per a MFM és que (x, i, z, ...) codifiquen com (x, x NOR i, i, i NOR z, z, z NOR ...). Un zero es codifica com 10 si està precedit per un zero, i com 00 si està precedit per un u (cadascun d'aquests casos ocorre el 25% del temps); un sempre es codifica com 01 (el que ocorre el 50% del temps); per tant, el nombre de transicions magnètiques és en mitjana 0,75 (25% 10 = sí + 25% 00 = no + 50% 01 sí).
| Dada                 | ... 0 ...   | ... 0 1 ... | ... 1 0 ... | ... 1 ...   |
| Bits de rellotge MFM | ...? 1 ?... | ...? 0 0... | ...0 0 ?... | ...0 0 0... |
| Codificació MFM      | ...?010?... | ...?010...  | ...010?...  | ...01010... |

Tingui en compte que els bits de rellotge circumdants a vegades es coneixen, però a vegades requereixen coneixement dels bits de dades adjacents. Un exemple més extens:
```
Dades: 
0 0 0 1 1 0 1 1
 ...
Codificació FM: 10101011111011111...
Rellotge MFM: ? 1 1 0 0 0 0 0 0...
Codificació MFM:?0101001010001010...
```

(Els bits en negreta són els bits de dades, els altres són els bits de rellotge).
En la codificació FM, el nombre de bits 0 que poden aparèixer entre bits 1 consecutius és 0 o 1. En la codificació MFM hi ha un mínim d'un bit 0 entre els adjacents (mai hi ha dos bits 1 adjacents), i el número màxim de 0 seguits és de tres. Per tant, FM és una codi RLL (0,1), mentre que MFM és un codi (1,3).
S'utilitza una «marca de sincronització» especial per a permetre que el controlador de disc esbrini on comencen les dades. Aquesta marca de sincronització ha de seguir el codi RLL perquè el controlador pugui reconèixer-la, però no segueix les regles d'FM i MFM per a bits de rellotge. D'aquesta manera, mai ocorrerà en cap posició de bit en cap flux de dades codificades. El patró de bits de sincronització més curt possible, que segueix les regles de codificació RLL (1,3) però no pot produir-se mitjançant la codificació MFM normal, és 100010010001. De fet, la marca de sincronització que s'usa comunament en la codificació MFM comença amb aquests dotze bits; es denomina «sincronització A1», ja que els bits de dades formen l'inici el valor hexadecimal A1 (10100001), però el cinquè bit de rellotge és diferent de la codificació normal del byte A1.
```
Dada: 
1 0 1 0 0 0 0 1

Rellotge: 
0
 
0
 0 1 1 1 0
Codificació: 1000
1
0
0
10101001
Rellotge de sincronització: 0 0 0 1 0 1 0
Marca de sincronització: 100010010001001
^ bit de rellotge que manca
```

## MMFM
MMFM (Modified Modified Frequency Modulation, Modulació de freqüència modificada modificada, o també Modulació de freqüència doblement modificada), també abreujat M²FM, o M2FM, és similar a MFM, però suprimeix bits de rellotge addicionals, la qual cosa produeix una longitud màxima d'execució més llarga (un codi RLL (1,4)). En particular, un pols de rellotge sol s'insereix entre un parell de bits 0 adjacents si el primer bit del parell no tenia un pols de rellotge inserit abans. En el següent exemple, bits de rellotge que haurien estat presents en MFM s'indiquen en negreta:
```
Dada: 1 1 0 1 
0
 
0
 1 
0
 
0
 
0
 1 
0
 
0
 0 0 1 0 0 0 0 0 1
Rellotge: 0 0 0 0 0 1 0 0 1 0 0 0 1 0 1 0 0 1 0 1 0 
0

Codificació: 01010001001001001000010010001001001000100001
```

En aquest sistema, les marques de sincronització es realitzen inserint polsos de rellotge addicionals entre els bits 0 adjacents (seguint la regla MFM) on normalment s'ometrien. En particular, el patró de bits de dades «100001» té un pols de rellotge inserit en el mitjà, on normalment s'ometria:
```
Dada: 1 0 0 0 0 1
Normal: 0 1 0 1 0
Sincronització: 0 1 1 
1
 0
```